# Радаловка
Радаловка (укр. Радалівка) — село,
Землянковский сельский совет,
Глобинский район,
Полтавская область,
Украина.
Код КОАТУУ — 5320682804. Население по переписи 2001 года составляло 644 человека.
Село указано на подробной карте Российской Империи и близлежащих заграничных владений 1816 года как село 

## Географическое положение
Село Радаловка находится на левом берегу реки Хорол,
выше по течению на расстоянии в 2,5 км расположено село Беляки (Семёновский район),
ниже по течению на расстоянии в 3 км расположено село Руда,
на противоположном берегу — село Демченки.
Вокруг села много ирригационных каналов.

## Экономика
- Молочно-товарная ферма.
- АФ «Дружба».

## Объекты социальной сферы
- Школа.
- Дом культуры.